# گارد جمهوری مصر

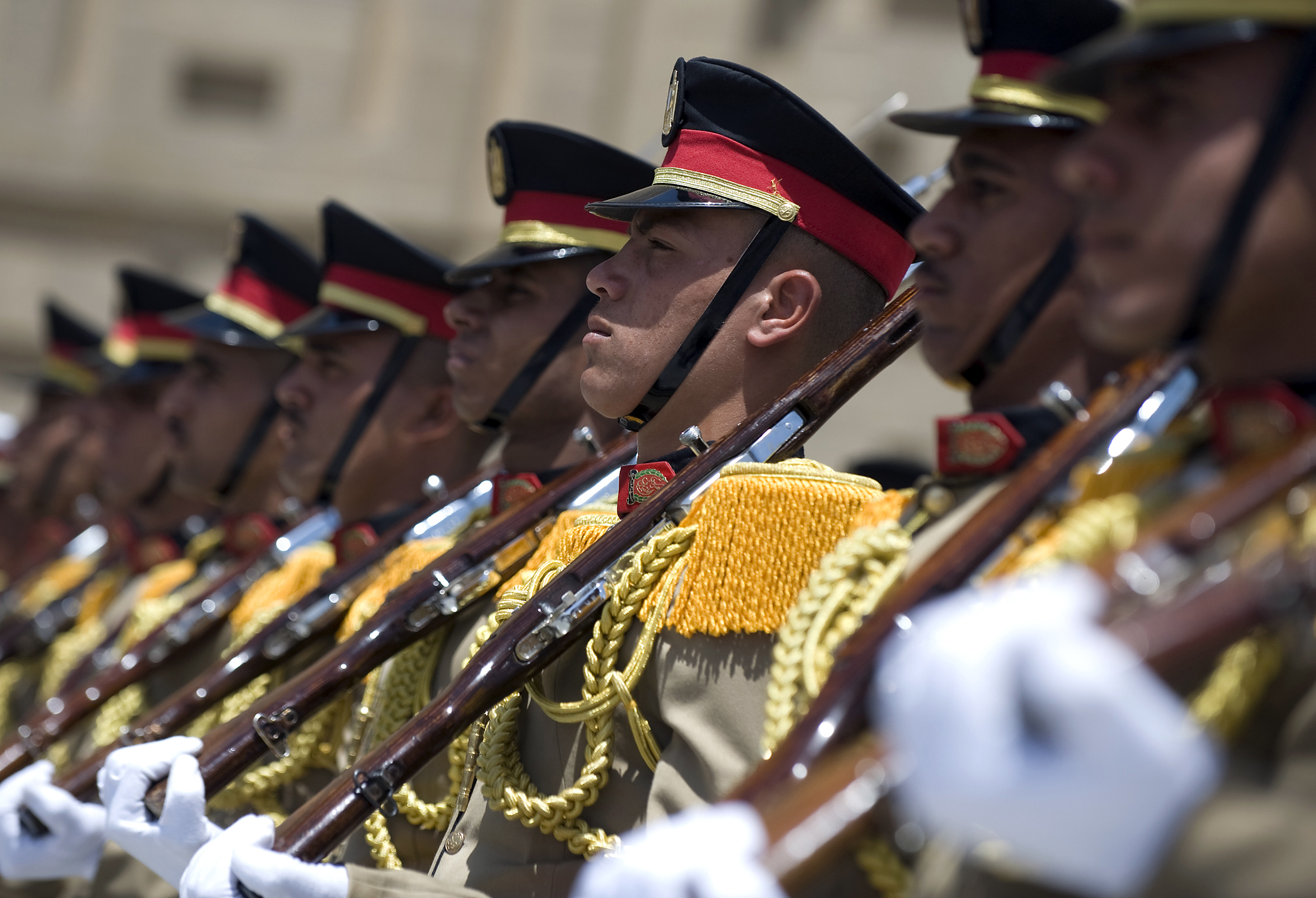
یگان تشریفات گارد جمهوری مصر در مراسم استقبال از ادمیرال مایک مالن، رئیس ستاد مشترک نیروهای مسلح آمریکا، در قاهره، مصر، ۲۱ آوریل ۲۰۰۹

گارد جمهوری مصر (عربی: قوات الحرس الجمهوری) یک فرماندهی در سطح لشکر در نیروی زمینی مصر است که به عنوان یک لشکر زرهی با مسئولیت‌های اصلی دفاع از رئیس‌جمهور و همچنین نهادهای اصلی ریاست جمهوری و مراکز استراتژیک، از جمله کاخ‌های ریاست‌جمهوری، مراکز فرماندهی و فرودگاه‌های ریاست‌جمهوری، طراحی شده است. گارد جمهوری در سال ۱۹۵۵ تأسیس شد و هم‌اکنون دارای ۲۶ هزار نیروی رسمی در مجموعه خود است.
این گارد یکی از بزرگترین فرماندهی‌های لشکری در مصر با تأکید ویژه بر جنگ زرهی و مکانیزه است. این یگان ارشدترین سپاه در ارتش مصر است. گارد جمهوری تنها یگان در نیروهای مسلح مصر است که تحت امر شورای عالی نیروهای مسلح به رهبری وزیر دفاع قرار ندارد و فقط از فرمانده خود و رئیس‌جمهور مصر دستور می‌گیرد. گارد جمهوری مصر در بحران سوئز، جنگ شش‌روزه و جنگ یوم کیپور حضور داشت.